# إدغاردو أوبريجون
إدغاردو أوبريجون (بالإسبانية: Edgardo Obregón)‏ هو لاعب كرة قدم مكسيكي في مركز الوسط، ولد في 30 مايو 1999 في مدينة مكسيكو في المكسيك. لعب مع إيه سي ميلان.